# Maumere
Maumere är en kabupatenhuvudort i Indonesien.   Den ligger i provinsen Nusa Tenggara Timur, i den sydöstra delen av landet, 1 700 km öster om huvudstaden Jakarta. Maumere ligger 18 meter över havet och antalet invånare är 47 598.
Terrängen runt Maumere är varierad. Havet är nära Maumere åt nordost. Runt Maumere är det tätbefolkat, med 790 invånare per kvadratkilometer. Det finns inga andra samhällen i närheten. 